# Orconectes meeki
Orconectes meeki är en kräftdjursart som först beskrevs av Faxon 1898.  Orconectes meeki ingår i släktet Orconectes och familjen Cambaridae. IUCN kategoriserar arten globalt som livskraftig.

## Underarter
Arten delas in i följande underarter:
- O. m. meeki
- O. m. brevis